# 船尾修
船尾 修（ふなお おさむ、1960年9月8日 - ）は、日本の写真家。

## 人物・来歴
兵庫県神戸市生まれ。兵庫県立舞子高等学校、筑波大学第二学群生物学類を卒業後、いくつかの出版社で編集の仕事に携わる。大学時代に所属していた自然探検部で登山の基礎を学び、その後、社会人山岳会の雲表俱楽部で先鋭的なクライミングに没頭する。国内では、谷川岳衝立岩正面壁不思議ロード冬季初登攀、剣岳剣尾根の厳冬期初登攀（冬期第2登）、伊豆・海金剛のヴァガブンドルート開拓などの記録がある。海外では、ケニア山アイスウィンドゥルート、ヨーロッパアルプスのグランドジョラス北壁ウォーカー側稜、モンブラン・フレネイ中央岩稜、ヨセミテの大岩壁エルキャピタンではザ・シールドなどの登攀に成功している。また登頂はしていないがパキスタンのティリッチミール峰とガッシャ―ブルムⅠ峰への遠征登山の記録もある。
そのいっぽうで、初めて訪れた海外がキリマンジャロ山登山のためのケニアとタンザニアだったこともあり、アフリカの多様な自然と民俗に魅了されて1986年〜1988年、1993年〜1996年に長期間のバックパッカー旅に出る。旅の最中に写真の持つ力と可能性に目覚め、以降はフリーランスの写真家としての活動を模索していくことになる。コンゴ民主共和国の密林に暮らす狩猟採集民ムブティ・ピグミー、エチオピア南部に暮らす牧畜民ハマルの取材では、長期間彼らと生活を共にしながら撮影を行った。
2001年に東京から大分県へ移住して以来、国東半島で継承されている古い祭礼行事や神仏習合の六郷満山仏教文化の撮影を続けている。その作品集『カミサマホトケサマ』（冬青社）が評価されて、さがみはら写真新人奨励賞を受賞。「半農半写」を掲げて、無農薬で米や野菜をつくるなど自給自足での暮らしを目指しながら、ドキュメンタリー写真による作家活動を行っている。その一例として、世界有数の大河インダス流域のランドスケープや民族の撮影、カラコルム山脈の踏破、日本人の心の原風景をアジア各地に求める旅などがある。また2005年に起きたパキスタン北部大地震ではいち早く現地入りして壊滅的な被害を受けた地域を精力的に取材した。その際に出会った多くの震災孤児の存在に胸を痛め、翌2006年にNGOウジャマー・ジャパンを立ち上げて以降11年間にわたって児童の就学をサポートしてきた。
世界遺産にも登録されているフィリピン・ルソン島北部のコルディエーラ山地の棚田を撮影するために訪れた際、フィリピンへ戦前に移民した日本人の子孫との出会いがあり、その後の日系人取材へとつながっていく。それをまとめた写真集『フィリピン残留日本人』（冬青社）で、林忠彦賞、さがみはら写真賞をW受賞。さらに、新設されたばかりの江成常夫賞も受賞した。太平洋戦争が起きた過程に興味を持った船尾はその後、中国東北部を訪れ、かつてその地に存在した満洲国時代の建築物が多数残存していることに衝撃を受け、撮影に取り掛かることになった。その作品集『満洲国の近代建築遺産』（集広舎）は大きな反響を呼び、土門拳賞を受賞した。
30年近くにわたり取材してきた大河インダス流域の風土・歴史・民俗をまとめた紀行文『大インダス世界への旅』（彩流社）で、梅棹忠夫・山と探検文学賞を受賞した。それぞれの作品は雑誌やウエブメディアへの執筆の他、写真集の制作や写真展の開催などで発表している。元大分県立芸術文化短期大学非常勤講師。

## 受賞歴
- 第9回さがみはら写真新人奨励賞（2009年）
- 第25回林忠彦賞（2016年）
- 第16回さがみはら写真賞（2016年）
- 第1回江成常夫賞（2020年）
- 第42回土門拳賞（2023年）
- 杵築市市長賞詞（2023年）[20]
- 第13回梅棹忠夫・山と探検文学賞（2024年）

## 写真集・著書
- 『アフリカ　豊饒と混沌の大陸』（赤道編・南部編）全2巻、1998年、山と渓谷社
- 『中央線　駅から登る山』1998年、けやき出版
- 『アイス・ワールド　アイスクライミングの最新技術と体験』監修、1998年、山と渓谷社
- 『東京路上細見記　多摩編』1999年、けやき出版
- 『熱帯諸国への完全旅行マニュアル』1999年、同文書院
- 『UJAMAA』写真集、2000年、山と渓谷社
- 『世界の秘境の歩き方』2003年、羊土社
- 『循環と共存の森から　狩猟採集民ピグミーの知恵』2006年、新評論
- 『カミサマホトケサマ』2008年、冬青社
- 『世界のともだち⑭　南アフリカ共和国」2014年、偕成社
- 『フィリピン残留日本人』2015年、冬青社
- 『カミサマホトケサマ　国東半島』2017年、冬青社
- 『石が囁く　国東半島に秘められた日本人の祈りの古層』2020年、K2 Publications
- 『日本人が夢見た満洲という幻影　中国東北部に残存する建築遺構を訪ねて』2022年、新日本出版社
- 『大インダス世界への旅 チベット、インド、パキスタン、アフガニスタンを貫く大河流域を歩く』2022年、彩流社
- 『The Great Indus』写真集、2022年、K2 Publications
- 『満洲国の近代建築遺産』2022年、集広舎
- 『終わらない戦後 フィリピン残留日本人が見つめた太平洋戦争』2023年、論創社

## テレビ出演
- BS1スペシャル「なぜ悲劇は生まれたのか〜写真家・船尾修旧満州の旅」
- 「英彦山〜古(いにしえ)の祈りの峰を行く〜」 - にっぽん百名山 - NHK
- 写真界の直木賞「土門拳賞」受賞 大分を拠点に活動する写真家 船尾修さん（TOSオンライン)

## Youtube動画等出演
- 船尾修氏「写真でしか表現できないものを」土門拳賞授与式
- 現代の冒険者たち 船尾修さん×関野吉晴さん
- キヤノンギャラリーS 船尾修写真展「The Great Indus 大河インダスをめぐる人間と自然の織りなす物語 紹介動画【キャノン公式】
- キヤノンギャラリーS 船尾修写真展「The Great Indus 大河インダスをめぐる人間と自然の織りなす物語 対談1 野町和嘉氏
- キヤノンギャラリーS 船尾修写真展「The Great Indus 大河インダスをめぐる人間と自然の織りなす物語 対談2 出口綾子氏【キャノン公式】
- 写真家船尾修さんに聞く「新たな扉を開く原動力」
- 【第25回林忠彦賞】船尾修氏 CATV番組［周南市美術博物館］
- 【満洲国の近代建築遺産】土門拳賞受賞！
- 船尾修写真展 カミサマホトケサマ
- 国東半島芸術祭応援プロジェクト 船尾修×ポール・クリスティ座談会
- 番外編「卒業生、ここだけの（？）話」＃004 虫好きから写真家へ！ 辺境地の暮らしや自然を写真の力で伝え続ける/船尾修（1984年第二学群生物学類卒業・写真家）